# Богза Надія Федорівна
Богза Надія Федорівна (25 грудня 1949, с. Лимани, Миколаївська область, Україна) — українська бібліотекарка і громадська діячка, заслужений працівник культури України (1998), директор Миколаївської обласної універсальної наукової бібліотеки (1987—2015), голова ГО «Миколаївське регіональне відділення Української бібліотечної асоціації» (з 2010 р.).

## Життєпис
Народилася 25 грудня 1949 р. у селі Лимани Жовтневого району Миколаївської області. Там же у 1967 р. закінчила середню школу.
Вищу освіту здобула у Харківському державному інституті культури за спеціальністю «Бібліотекознавство та бібліографія» (1974).
З 1968 р. працювала у бібліотеках м. Миколаєва та області, зокрема з 1973 р. була методистом, а з 1975 р. — завідуючою Жовтневої районної бібліотеки для дорослих. У 1979 р. призначена директором Жовтневої централізованої бібліотечної системи.
З 1987 р. по 2015 рр. була директором Миколаївської обласної універсальної наукової бібліотеки. Під її керівництвом у бібліотеці проведено комп'ютеризацію бібліотечних процесів, створено власні електронні ресурси, реалізовано більше 20 проєктів, спрямованих на запровадження нових технологій та сучасних послуг для користувачів, відкрито інформаційно-ресурсні центри. Бібліотека реалізовувала проєкти у рамках програми «Бібліоміст» (IREX/Україна) та надавала методичну підтримку бібліотекам області.
У 2008 р. за її ініціативи вперше в Україні був проведений Форум сільських бібліотекарів та розроблено «Модель публічної (сільської) бібліотеки». У 2011 р. проведено ІІ Форум соціального партнерства «Бібліотека–влада–громада: стратегія єдності в інформаційному суспільстві».
Брала участь у Парламентських слуханнях з питань культури та бібліотечної сфери (2000, 2005, 2013), очолювала професійну делегацію Миколаївської області на розширеному засіданні Кабінету Міністрів України, де розглядалося питання розвитку бібліотечної справи в Україні (2009).
Представляла професійні здобутки бібліотек Миколаївського  регіону на міжнародних професійних заходах: конгресах Міжнародної федерації бібліотечних закладів та асоціацій (IFLA) (2003 — Німеччина, 2004 — Аргентина, 2008 — Канада); міжнародному семінарі «Електронні ресурси і міжнародний обмін: Схід–Захід» (2006, США); щорічній Міжнародній конференції «Бібліотеки та інформаційні ресурси в сучасному світі науки, культури, освіти  та бізнесу» (1993—2013, АР Крим).
Ім'я Богзи Н. Ф. занесене до Книги Пошани «Україна й українці — цвіт нації, гордість країни», енциклопедичного словника «Николаевцы. 1789—1999», довідника «Кто есть кто в мире» (США).
Автор численних науково-теоретичних і практичних статей, надрукованих в наукових збірниках та професійних журналах.

## Громадська діяльність
У 2010 р. ініціювала створення громадської організації «Миколаївське регіональне відділення Української бібліотечної асоціації». Забезпечила реалізацію ініціатив ВГО Українська бібліотечна асоціація щодо проведення в Миколаївській області громадських обговорень «Бібліотека нашої громади: сучасне і майбутнє» (2011) та регіонального обговорення «Бібліотеки в умовах кризи» (2015). Ініціювала адвокаційну кампанію «Регіональна бібліотечна асоціація: спільними зусиллями розвиваємо громади» (2014). Сприяла проведенню на базі бібліотек області ІІ Всеукраїнської літньої школи УБА з адвокації «Адвокація — бібліотеки на шляху змін!» (2013), професійного навчального візиту «Бібліотеки Миколаївщини: модельний формат розвитку» (2015), регіональної Літньої школи з адвокації «Бібліотечна адвокація: дієвість, втілена в результат» (2017). Була членом Бібліотечної ради при Міністерстві культури України (2019).

## Нагороди та відзнаки
- Заслужений працівник культури України (1998). (Указ Президента України від 29.09.1998 р. № 1071/98 "Про відзначення нагородами України працівників підприємств, установ і організацій Миколаївської області).

- Почесна відзнака Міністерства культури і мистецтв України «За багаторічну плідну працю у галузі культури» (2001). (Постанова Колегії Міністерства культури і мистецтв України від 30.10.2001 р. № 10/41-г).

- Орден княгині Ольги ІІІ ступеня (2004).

- Міжнародна відзнака біографічного відділу Кембриджського університету Великобританії «Особистість ХХІ сторіччя» (2006).

- Лауреат обласної премії імені М. Аркаса (2006).

- Почесна грамота Верховної Ради України (2009).

- Ювілейна медаль «20 років Незалежності України» (2011). (Указ Президента України "Про нагородження відзнакою Президента України — ювілейною медаллю «20 років незалежності України» від 1 грудня 2011 р. № 1093/2011)

- Нагрудний знак "Зірка «Патріот України» (2011).

- Почесна вiдзнака ВГО Українська бiблiотечна асоцiацiя «За вiдданiсть бiблiотечнiй справi» (2012).

- Почесна відзнака Миколаївської обласної ради «За заслуги перед Миколаївщиною» ІІ ступеня (2017).

## Основні публікації
- Історія бібліотеки: зб. ст. до 120-річчя Миколаїв. обл. універс. наук. б-ки ім. О. Гмирьова / редкол.: Н. Ф. Богза (голова редкол.), Л. М. Голубенко, Н. Л. Малиновська. — Миколаїв: Ганна Гінкул, 2001. — 64 с.
- Миколаївська обласна універсальна наукова бібліотека ім. О. Гмирьова: історія, традиції, динаміка змін (1881—2006 рр.) / редкол.: Н. Ф. Богза (голов. ред.), Т. С. Астапенко, Л. М. Голубенко, Н. В. Моісеєва. — Миколаїв: Шамрай, 2006. — 136 с. : іл.
- Портрети бібліотек інформаційної доби: довідник / редкол.: Н. Ф. Богза (голов. ред.), Т. С. Астапенко, Л. М. Голубенко, Н. В. Моісеєва. — Миколаїв: Шамрай, 2008. — 236 с. : іл.
- Бібліотечна палітра Миколаївщини: путівник / редкол.: Н. Ф. Богза (голов. ред.), Т. С. Астапенко, Л. М. Голубенко, Н. В. Моісеєва ; упоряд. Т. М. Вірьовка ; пер. на англ. Н. А. Тищенко. — Миколаїв: Шамрай, 2010. — 52 с.

*  *   *
- Богза, Н. Бібліотека і регіон: система інформаційних комунікацій території / Н. Богза // Бібліотечна планета. — 2000. — № 1. — С. 10–11.
- Богза, Н. Ф. Миколаївська обласна бібліотека ім. О. Гмирьова: історія і сьогодення / Н. Ф. Богза // Історія бібліотеки: зб. ст. до 120-річчя Миколаїв. держ. обл. універс. наук. б-ки ім. О. Гмирьова. — Миколаїв, 2001. — С. 3–10.
- Богза, Н. Ф. Комп'ютерний бібліотечний центр регіону: реалії та перспективи / Н. Ф. Богза // Бібліотечна планета. — 2001. — № 4. — С. 7–8.
- Богза, Н. ІФЛА — 200 / Н. Богза // Електронні ресурси бібліотек: за підсумками Всеукр. наук.-практ. конф. директорів держ. та обл. універс. наук. б-к, 14–17 жовт. 2003 р. — Кіровоград, 2003. — С. 139—140.
- Богза, Н. Ф. Бібліотека в інформаційному та культурному просторі / Н. Ф. Богза // Бібліотеки і розвиток культури та духовності в Миколаївському регіоні: матеріали міжвідом. наук.-практ. конф. / Миколаїв. держ. обл. універс. наук. б-ка ім. О. Гмирьова ; упоряд. Т. С. Астапенко ; ред. Л. М. Голубенко. — Миколаїв, 2003. — С. 12–14.
- Богза, Н. Ф. Електронна бібліотека місцевих видань: перспективи її використання / Н. Ф. Богза // Електронні ресурси бібліотек: за підсумками Всеукр. наук.-практ. конф. директорів держ. та обл. універс. наук. б-к, 14–17 жовт. 2003 р. — Кіровоград, 2003. — С. 64–69.
- Богза, Н. Ф. Обласна бібліотека і міжнародні організації: співпраця заради користувачів / Н. Ф. Богза // Бібліотечна планета. — 2005. — № 3. — С. 9–10.
- Богза, Н. Ф. Шляхи інформатизації / Н. Ф. Богза // Бібліотечна орбіта інформаційного суспільства. — Ужгород, 2005. — С. 308—310.
- Богза, Н. Миколаївська державна обласна універсальна наукова бібліотека ім. О. Гмирьова: історія і сьогодення / Н. Богза // Краєзнавчий альманах: історія, археологія, наука, культура, освіта, промисловість, сільське господарство / Миколаїв. обл. ін-т післядиплом. пед. освіти ; ред. Н. М. Огренич ; упоряд.: В. Б. Гребенников, Р. І. Беженар. — Миколаїв, 2006. — № 1. — С. 153—160.
- Богза, Н. Ф. Миколаївська обласна універсальна наукова бібліотека: безперервний шлях удосконалення / Н. Ф. Богза // Бібліотечний форум України. — 2006. — № 3. — С. 29–34.
- Богза, Н. Ф. Миколаївська обласна універсальна наукова бібліотека ім. О. Гмирьова = Mykolaiv Regional Universal Scientific Library named after O. Gmyriov / Н. Ф. Богза // Діловий імідж України. Партнерство та інтеграція у світову економічну співдружність = Business Image of Ukraine. Partnership and Integration in the Wold Economic Community: іміджевий альманах. — Київ, 2006. — C. 188.
- Богза, Н. Ф. Публічна бібліотека в процесі трансформації суспільства / Н. Ф. Богза // Наукова бібліотека: пріоритети розвитку та перспективи: матеріали Всеукр. наук.-прак. конф. (Одеса, 24–25 верес. 2004 р.) / Одес. держ. наук. б-ка ім. М. Горького ; упоряд. Г. В. Устюжаніна. — Одеса, 2006. — С. 54–64.
- Богза, Н. Ф. Бібліотечна справа на Миколаївщині / Н. Ф. Богза // «Миколаївщина: шляхами тисячоліть»: обл. наук.-практ. конф., присвяч. 70-річчю утворення Миколаїв. обл., 15 верес. 2007 р. — Миколаїв, 2007. — С. 211—215.
- Богза, Н. Модель сільської бібліотеки: професійне бачення / Н. Богза // Бібліотечна планета. — 2008. — № 3. — С. 14–18.
- Богза, Н. Ф. Модель сільської бібліотеки: професійне бачення / Н. Ф. Богза // Бібліотечний форум України. — 2008. — № 4. — С. 25–28.
- Богза, Н. Сільська бібліотека: стратегія поступу в майбутнє / Н. Богза // Сучасний читач і бібліотека: зб. матеріалів круглого столу, 15–18 верес. 2008 р., м. Сімферополь / Держ. заклад «Нац. парлам. б-ка України». — Київ, 2008. — С. 26–33.
- Богза, Н. Управління бібліотечним закладом: від стратегічного бачення — до професійного вирішення завдань / Н. Богза // Сучасна бібліотека як науково-інформаційний та культурно-провітницький центр місцевої громади: матеріали Всеукр. наук.-практ. конф., 21 трав. 2009 р. — Дніпропетровськ, 2009. — С. 149—159.
- Богза, Н. Бібліотека сучасного суспільства: формування нової політики, постановки проблеми, варіанти розвитку / Н. Богза // Бібліотечний форум України. — 2010. — № 1. — С. 2–4.
- Богза, Н. Модельні бібліотеки Миколаївщини: еволюція позитивних змін / Н. Богза // Бібліотечний форум України. — 2011. — № 4. — С. 28–30.
- Богза, Н. Публічна бібліотека в процесі трансформації: від інформаційної установи — до центру місцевої громади / Н. Богза // Бібліотечна планета. — 2011. — № 4. — С. 18–21.
- Богза, Н. Ф. Миколаївська обласна наукова бібліотека ім. О. Гмирьова: бібліотеці 130 років / Н. Ф. Богза // Ювілеї і ювіляри: вип. 2011 р. / авт. ідеї та авт.-упоряд. О. Шахівський. — Київ, 2011. — С. 47 : фот.
- Богза, Н. Ф. Миколаївське регіональне відділення УБА: розвиток, партнерство, професійні ініціативи / Н. Ф. Богза // Бібліотечний форум України. — 2014. — № 3. — С. 52–55.
- Богза, Н. Миколаївське регіональне відділення УБА: реалії та тенденції розвитку професійного середовища / Н. Богза // Бібліотечний форум: історія, теорія і практика. — 2015. — № 2. — С. 60–61.

*  *   *
- Богза, Н. Ф. Миколаївське регіональне відділення Української бібліотечної асоціації: становлення та перспективи [Електронний ресурс] / Н. Ф. Богза // БібліоТека (бюлетень Української бібліотечної асоціації). — 2010. — № 2. — С. 2. — Режим доступу: https://ula.org.ua/resursy/byuleten/1217-2010 , вільний (дата звернення: 19.12.2024). — Назва з екрана.
- Миколаївське регіональне відділення Української бібліотечної асоціації: реалії та тенденції розвитку професійного середовища [Електронний ресурс] / Н. Ф. Богза // БібліоТека (бюлетень Української бібліотечної асоціації). — 2021. — № 2. — С. 2. — Режим доступу: https://ula.org.ua/resursy/byuleten/1208-2021 , вільний (дата звернення: 19.12.2024). — Назва з екрана.

## Покликання
БібліоТека (бюлетень Української бібліотечної асоціації). — 2010. — № 2.
БібліоТека (бюлетень Української бібліотечної асоціації). — 2021. — № 2.
УБЕ Миколаївська обласна універсальна наукова бібліотека
МРВ Миколаївське регіональне відділення УБА